# مايكل برين
مايكل برين (بالإنجليزية: Michael Breen)‏ هو كاتب وصحفي بريطاني، ولد في 31 يوليو 1952 في أيلزبري في المملكة المتحدة.